# Emmet D. Boyle

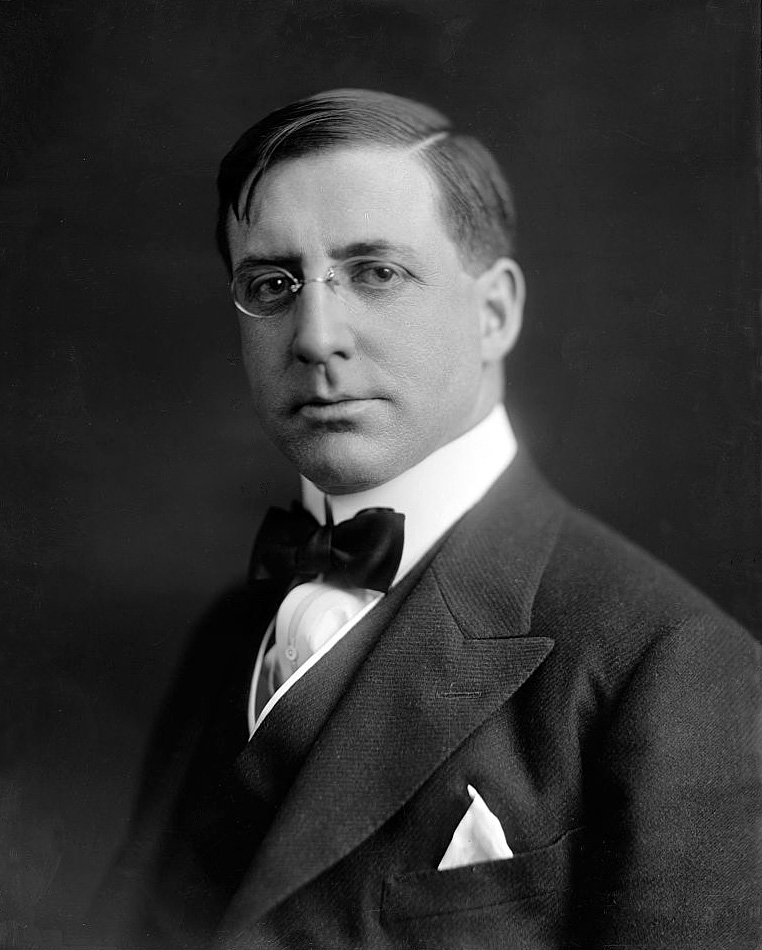
Emmet Boyle

Emmet Derby Boyle, född 26 juli 1879 i Storey County, Nevada, död 3 januari 1926 i Reno, var en amerikansk demokratisk politiker. Han var den 13:e guvernören i delstaten Nevada 1915-1923. Boyle var den första av Nevadas guvernörer som var född i Nevada.
Boyle arbetade som bergsingenjör innan han blev guvernör. Han avled 46 år gammal och hans grav finns på Mountain View Cemetery i Reno.